# Sennfeld
Sennfeld est une commune de Bavière (Allemagne), située dans l'arrondissement de Schweinfurt, dans le district de Basse-Franconie.

## Naissance à Sennfeld
- Richard Riess (1937-), théologien protestant allemand.